# فرناندو بو
فرناندو بو (بالإنجليزية: Fernando Poe Jr.)‏ (و. 1939 – 2004 م) هو ممثل، ومخرج سينمائي، وممثل هزلي من الفلبين ولد في مانيلا.

## روابط خارجية
- فرناندو بو على موقع IMDb (الإنجليزية)
- فرناندو بو على موقع أول موفي (الإنجليزية)
- فرناندو بو على موقع إن إن دي بي (الإنجليزية)
- فرناندو بو على موقع قاعدة بيانات الفيلم (الإنجليزية)
- فرناندو بو على موقع كينوبويسك (الروسية)